# Peter Wich
Peter R. Wich ist ein deutscher Chemiker und Hochschullehrer (Makromolekulare Chemie, Biopolymere, Bioorganische Chemie, Supramolekulare Chemie).

## Werdegang
Wich studierte Chemie an der Julius-Maximilians-Universität Würzburg mit dem Diplom 2005 (Substrate selectivity of artificial peptide receptors - Synthesis and screening of a combinatorial library of tetrapeptides) und studierte außerdem 2003 an der Heriot-Watt University bei Dave R. Adams in Edinburgh (UK). 2005/06 war er an der University of California, San Diego bei Jerry Yang und danach wieder in Würzburg, wo er 2009 bei Carsten Schmuck in Organischer Chemie promoviert wurde (Multifunctional oligopeptides as an artificial toolkit for molecular recognition events). Sowohl das Diplom und die Dissertation erhielten den Fakultätspreis. Als Post-Doktorand war er 2010 bis 2012 an der University of California, Berkeley bei Jean Fréchet. 2012 wurde er Junior-Professor für Medizinische/Pharmazeutische Chemie an der Johannes Gutenberg-Universität Mainz. 2018 hat er einen Ruf als Hochschullehrer an die University of New South Wales (UNSW) in Australien angenommen, wo er aktuell als Senior Lecturer in der School of Chemical Engineering forscht und lehrt.

## Forschungsschwerpunkte
Seine Forschungsschwerpunkte liegen auf dem Gebiet der Makromolekularen Chemie an der Schnittstelle zwischen Nanotechnologie und Bioorganischer Chemie. In seiner Dissertation befasste er sich mit Baukästen aus multifunktionalen Oligopeptiden, mit denen er die Funktion von Enzymen und molekularen Erkennungsprozessen untersuchte. Mit dem Begin seiner eigenständigen akademischen Forschungskarriere konzentrierten sich seine Arbeiten auf die chemische Modifikation natürlicher Biopolymere (Zucker und Proteine) mit dem Ziel, neue multifunktionale und biokompatible Nanomaterialien für Anwendungen im Wirkstofftransport und der Katalyse zu entwickeln (z. B. Polysaccharid- und Protein-basierte Nanopartikel-Plattformen für den Transport therapeutisch relevanter Wirkstoffe wie SiRNA oder Krebsmedikamente; die Entwicklung künstlicher Enzyme, sowie katalytisch aktiver Nanomaterialien). 
Er ist in der Popularisierung der Chemie aktiv und betreibt seit 2001 die Internetplattform Experimentalchemie für chemische Demonstrationsexperimente.

## Ehrungen und Mitgliedschaften
Wich war Stipendiat der Studienstiftung des Deutschen Volkes und Fedor-Lynen-Stipendiat der Alexander von Humboldt-Stiftung. 2016 wurde er Mitglied der Akademie der Wissenschaften und der Literatur Mainz. 
2014 erhielt er für seine Forschungsarbeiten den Innovationspreis der Gesellschaft Deutscher Chemiker (GDCh) und der Deutschen Pharmazeutischen Gesellschaft (DPhG).
2017 erhielt er mit Carsten Schmuck und Tanja Schirmeister den Literaturpreis des Fonds der Chemischen Industrie für ihre Bearbeitung der Neuauflage des Lehrbuchs Beyer-Walter Organische Chemie.
2017 wurde er mit dem Galenus-Technologie-Preis ausgezeichnet (ein zwei-jährlich verliehener Preis für innovative Arbeiten auf dem Gebiet der Pharmazeutischen Technologie).

## Schriften (Auswahl)
- mit M. Fach, L.Radi: Nanoparticle Assembly of Surface-Modified Proteins, J. Am. Chem. Soc., Band 138, 2016, S. 14820–14823.
- mit C. Schmuck und T. Schirmeister (Bearbeiter): Beyer/Walter Lehrbuch der Organischen Chemie, 25. Auflage, Hirzel 2016.
- mit B. Breitenbach, I. Schmid: Amphiphilic Polysaccharide Block Copolymers for pH-responsive Micellar Nanoparticles, Biomacromolecules, Band 18, Nr. 9,  2017, S. 2839–2848.
- mit C. Ornelas-Megiatto, J. M. J. Fréchet: Polyphosphonium Polymers for siRNA Delivery: An Efficient and Non-Toxic Alternative to Polyammonium Carriers,  J. Am. Chem. Soc., Band 134, 2012, S. 1902–1905.
- mit F. Foerster, D. Bamberger, J. Schupp, M. Weilbächer, L. Kaps, S. Strobl, L. Radi, M. Diken, D. Strand, A. Tuettenberg, D. Schuppan: Dextran-based Therapeutic Nanoparticles for Hepatic Drug Delivery, Nanomedicine, Band 11, 2016, S. 2663–2677.
- mit C. Ornelas-Megiatto, Fréchet u. a.: Aerosolized Antimicrobial Agents Based on Degradable Dextran Nanoparticles Loaded with Silver Carbene Complexes, Mol. Pharmaceutics, Band 9, 2012, S. 3012–3022.
- mit J. L. Cohen, Fréchet u. a.: Acid-Degradable Cationic Dextran Particles for the Delivery of siRNA Therapeutics, Bioconjugate Chem., Band 22, 2011, S. 1056–1065.
- mit C. Schmuck: Reversible and Non-Competitive Inhibition of β-Tryptase by Tetravalent Peptide Ligands Identified from a Combinatorial Split-Mix-Library, Angew. Chem. Int. Ed., Band 49, 2010, S. 4113–4116.